# 阿勞卡 (洪都拉斯)
阿勞卡（西班牙語：Alauca），是洪都拉斯的城鎮，位於該國南部，由埃爾帕拉伊索省負責管轄，始建於1869年，面積197.48平方公里，海拔高度517米，2001年人口7,880，人口密度每平方公里39.9人。